# Bomolochus globiceps
Bomolochus globiceps is een eenoogkreeftjessoort uit de familie van de Bomolochidae. De wetenschappelijke naam van de soort is voor het eerst geldig gepubliceerd in 1968 door Vervoort & Ramirez.